# Polyrhachis montana
Polyrhachis montana é uma espécie de formiga do gênero Polyrhachis, pertencente à subfamília Formicinae.